# Vagn Holmboe
Vagn Glyding Holmboe (Horsens, Jutlàndia, 20 de desembre de 1909 – Ramløse, 1 de setembre de 1996) va ser un compositor i professor danès que va compondre nombroses peces musicals en estil neoclàssic. És considerat el més destacat simfonista danès després de Carl Nielsen i un dels grans compositors europeus del segle xx. Com a professor de música, va influir profundament en figures destacades com Per Nørgård i Pelle Gudmundsen-Holmgreen. Al mateix temps, va ser un reconegut crític musical i assagista.

## Biografia
Vagn Holmboe va néixer a Horsens (Jutlàndia), fill d'una família de comerciants. El seu pare fabricava pintures. Encara que els seus pares tocaven el piano i ell va estudiar violí durant l'adolescència, el seu pla inicial era ser pintor. El periodista danès Knud Holmboe va ser el seu germà.
Des que tenia catorze anys, Holmboe feia classes de violí. El 1926, als setze anys, va començar formalment els seus estudis musicals a la Reial Acadèmia Danesa de Música, a Copenhaguen, sota la recomanació de Carl Nielsen. Va ser alumne de Knud Jeppesen (teoria) i de Finn Høffding (composició).
Després d'acabar els estudis l'any 1929, es va mudar a Berlín, on durant un temps Ernst Toch va ser el seu mestre. En aquesta ciutat va conèixer la pianista i artista visual Meta May Graf, originària de Sibiu, Imperi Austrohongarès (actual Romania), amb la qual es va casar el 1933. La parella se'n va anar a viure un any a Romania, on van estudiar la música tradicional transsilvana. El 1934 van tornar a Dinamarca, a Copenhaguen. Meta va deixar la seva carrera musical per a dedicar-se a les arts visuals, especialment a la fotografia; Holmboe va començar a compondre i a donar classes particulars de música. Moltes de les seves primeres peces no han arribat a ser interpretades. Va continuar també els estudis de música folklòrica viatjant per Dinamarca, fins i tot a les illes Fèroe i Groenlàndia. Algunes de les seves composicions més lligades al folk, com les Cançons inuit, van ser el resultat d'aquest estudi.
Holmboe va començar a compondre seriosament poc després del seu període a Berlín, però no va gaudir del reconeixement fins al 1939, quan la seva Segona Simfonia, una de les onze que va escriure, va guanyar el primer premi en un concurs escandinau. A partir d'aquí va compondre de manera prolífica i va guanyar una admiració creixent fins que va ser eclipsat per no afegir-se a l'onada avantguardista de la postguerra.
Des de l'arribada a Copenhaguen va ser professor de música. De 1941 a 1949 va ser professor a l'Institut Reial per a Cecs, i de 1950 a 1965 va ensenyar a la Reial Acadèmia Danesa de Música, on va ser catedràtic els darrers deu anys. Abans, havia treballat també com a crític musical per al diari Politiken, des del 1947 fins al 1955. El 1965, es va retirar de la docència per centrar-se completament en la composició a la seva casa situada en un bonic entorn del nord de Selàndia.
Alguns dels seus deixebles van ser Per Nørgård, Ib Nørholm, Bent Lorentzen, Arne Nordheim, Egil Hovland i Alan Stout.
Holmboe i la seva esposa van comprar un terreny al llac Arresø (Ramløse) el 1940, i en la dècada següent hi van muntar una granja anomenada Arre Boreale (Arresø del Nord en llatí). Hi van viure la resta de les seves vides.
Vagn Holmboe seguia component quan va morir, l'1 de setembre de 1996, als vuitanta-sis anys.

## Música
Holmboe va compondre unes 370 obres, entre les quals 13 simfonies, tres simfonies de cambra, quatre simfonies per a corda, 20 quartets de corda, nombrosos concerts, una òpera, una sèrie de preludis per a orquestra de cambra i abundant música coral, a part d'algunes obres de joventut que no van rebre número d'opus. La seva obra final, el 21è quartet de corda, Quartetto sereno, va ser completada pel seu alumne Per Nørgård.
Les seves primeres peces es caracteritzen per ser una metamorfosi de diferents temes i motius musicals, influenciada per compositors de l'Europa de l'Est com Béla Bartók, Ígor Stravinski, i Dmitri Xostakóvitx. La seva obra s'alinea més amb la dels predecessors Nielsen i Sibelius que amb la de molts dels seus contemporanis. Més neoromàntic que neoclàssic, va fer un ús limitat dels estils moderns, com el serialisme.
El segell BIS ha publicat totes les simfonies de Holmboe, interpretades per l'Orquestra Simfònica d'Aarhus sota la direcció del gal·lès Owain Arwel Hughes. El segell Dacapo ha publicat tots els quartets de corda de Holmboe, interpretats pel Quartet Kontra, i els seus concerts de cambra, interpretats per la Danish Radio Sinfonietta amb Hannu Koivula.

## Obres
Simfonies
- Simfonia núm. 1, 1935, per a orquestra de cambra, M. 85
- Simfonia núm. 2 1938-9, M. 107
- Simfonia núm. 3, 1941, Sinfonia rustica, M. 126
- Simfonia núm. 4, 1941, Sinfonia sacra per a cor i orquestra, M. 132
- Simfonia núm. 5, 1944, M. 145
- Simfonia núm. 6, 1947, M. 155
- Simfonia núm. 7, 1950, M. 167
- Simfonia núm. 8, 1952, Sinfonia boreale, M. 175
- Simfonia núm. 9, 1967-9, M. 235
- Simfonia núm. 10, 1970-2, M. 250 (estrenada per la Detroit Symphony Orchestra sota la direcció de Sixten Ehrling)
- Simfonia núm. 11, 1980-1, M. 304
- Simfonia núm. 12, 1988, M. 338
- Simfonia núm. 13, 1993-4, M. 362
- Simfonia de cambra núm. 1, 1951, M. 171
- Simfonia de cambra núm. 2, 1968, M. 240
- Simfonia de cambra núm. 3, 1969-70, M. 246
- Sinfonia in memoriam, 1954-5, M. 185
- Sinfonia I per a cordes, M. 194
- Sinfonia II per a cordes, M. 196
- Sinfonia III per a cordes, M. 200
- Sinfonia IV per a cordes, M. 215 (Kairos)
- Metamorfosi simfòniques per a orquestra:
  - Epitaph, 1956, M. 189 (estrenada per la BBC Symphony Orchestra)
  - Monolith, 1960, M. 207
  - Epilog, 1961-2, M. 213
  - Tempo variabile (Temps canviant), 1971-2, M. 254

Deu preludis per a sinfonietta
- Núm. 1: A un pi, Op. 164, núm. 1 (1986)
- Núm. 2: A un dofí (1986)
- Núm. 3: A un auró (1986)
- Núm. 4: A un salze, Op. 170, núm. 4 (1987)
- Núm. 5: A una pedra viva (1987)
- Núm. 6: A les gavines i els corbs marins, Op. 174, núm. 6 (1987)
- Núm. 7: A la contaminació de la natura, Op. 180, núm. 7 (1989)
- Núm. 8: Al Victoria Embankment (1990)
- Núm. 9: Al mar calmat, Op. 187, núm. 9 (1991)
- Núm. 10: Al temps inestable (1991)

Concerts(aproximadament vint, incloent-hi especialment):
- Concert per a trompeta i orquestra de cambra, 1948, M. 157. Onzè d'una sèrie de 13 concerts amb orquestra de cambra originalment anomenats "concerts de cambra"
- Concert per a violoncel, 1974-9, M. 273
- Concert per a flauta de bec, 1974, M. 275
- Concert per a flauta núm. 1, 1975-6, M. 279
- Concert per a tuba, 1976, M. 280
- Concert per a flauta núm. 2, 1981-2, M. 307

Coral
- Liber Canticorum, sèrie de motets (1951–1984): 34 moviments, continguts en 17 números d'opus i cinc volums[14]
- Requiem for Nietzsche per a tenor, baríton, cor i orquestra, 1963–4, M. 219

Cambra
- Quartets de corda: 21 escrits, excloent nombroses obres d'estudiant sense numerar
  - Del núm. 1, 1948-9, M. 159 al núm. 20, 1985, M. 322 (aquesta última de quatre obres que representen els moments del dia) (també un vint-i-unè, Quartetto sereno, completat per Per Nørgård)[15]
- Notturno per a quintet de vent, 1940, M. 118
- Quintets de metall núm. 1, 1961–2, M. 212, i núm. 2, 1978, M. 293
- Dues sonates per a guitarra, Opp. 141–2
- Música amb trompa, Op. 148 (1981)
- Cinc Intermezzi per a guitarra, Op. 149
- Sonata per a trombó i piano, Op. 172a (1987)